# Liberto dos Santos
Liberto Gonçalves dos Santos (Lisbona, 1º febbraio 1908 – ...) è stato un calciatore portoghese, di ruolo attaccante.

## Carriera
Ha collezionato 5 presenze con la Nazionale portoghese tra il 1926 e il 1927.